# Megapodius bernsteinii
Megapodius bernsteinii là một loài chim trong họ Megapodiidae.
Loài chim này chỉ được tìm thấy ở quần đảo Banggai và Sula giữa Sulawesi và quần đảo Maluku ở Indonesia, nơi sinh sống của nó là rừng nhiệt đới hoặc cận nhiệt đới, rừng ẩm nhiệt đới hoặc cận nhiệt đới, rừng ngập mặn cận nhiệt đới hoặc cận nhiệt đới và cây bụi ẩm nhiệt đới hoặc cận nhiệt đới. Nó bị đe dọa bởi sự phá hủy môi trường sống.